# Minniza babylonica lindbergi
Minniza babylonica lindbergi es una subespecie de arácnido del orden Pseudoscorpionida de la familia Olpiidae.

## Distribución geográfica
Se encuentra en Israel y Turquía.